# Apache Tapestry
Pour les articles homonymes, voir Tapestry.
Tapestry est un framework libre qui facilite la création d'applications web Java basées sur Java EE (anciennement J2E) à partir de composants.

## Historique
Initialement créé par Howard Lewis Ship, le projet Tapestry a été intégré par la fondation Apache comme sous-projet Jakarta puis il a évolué pour devenir un projet Apache à part entière. Tapestry dispose d'une architecture à base de composants avec des idées que l'on retrouve notamment dans le framework d'Apple WebObjects.

## Caractéristiques
Tapestry utilise XML/HTML pour le rendu des pages et implémente la logique en Java en suivant le motif de conception MVC: Template Tapestry, Pages/Composants Java, Services Java. Il met l'accent sur la simplicité d'utilisation. Par une forte connectivité entre les éléments de la page Web (Template) et le code sous-jacent (Pages/Composants Java), il évite au développeur d'écrire d'énormes blocs de code de liaison, en utilisant le paradigme convention plutôt que configuration.
Une application Tapestry s'appuie sur des Pages qui sont configurées par des Composants.
Une Page comprend deux parties: Un XML (.tml) et une classe Java (.java). Le XML permet l'insertion de Tag HTML des composants Tapestry natifs ou d'autres bibliothèques tiers.
Par exemple, un simple lien d'une page à une autre correspond au composant PageLink.

### Un exemple simple d'une page Tapestry
Cet exemple montre la partie internationalisation des pages de Tapestry avec la variable mentionné dans ${message:title}
qui sera reprise à partir des fichiers .properties associé en fonction de la langue positionné dans votre navigateur
et un lien vers la page par défaut du site (index).
Le pseudo-HTML de la page du site (vue): Exemple.tml
```
<t:layout
 
title=
"${message:title}"

      
xmlns:t=
"http://tapestry.apache.org/schema/tapestry_5_1_0.xsd"

      
xmlns:p=
"tapestry:parameter"
>

    
<p>
${message:text}
</p>

    
<t:pagelink
 
page=
"index"
>
${message:index}
</t:pagelink>

</t:layout>

```

La classe Java qui implémente le comportement de la page (contrôle):
```
package
 
org.exemples.pages
;

public
 
class
 
Exemple
{

}

```

Données du fichier fr.properties en français :
```
title
:
 
Exemple

text
:
 
Ceci est juste un test

index
:
 
Début

```

Données du fichier en.properties en anglais :
```
title
:
 
my little example

text
:
 
This is only a test

index
:
 
Mainpage

```

## Fonctionnalités
- Routage des requêtes HTTP (ou dispatching)
- Les patrons de pages (ou templates), essentiellement en XHTML.
- Validation des saisies dans les formulaires web
- Persistance des données dans les sessions des utilisateurs ou autres enregistrements

## Applications utilisant Tapestry
- Exemples d'applications

## Bibliothèque des composants Tapestry
- Composants de base
- Modules de la communauté Tapestry
- Tapestry5 Wiki Modules
- Tapestry Component World
- Tapestry5-jQuery : permet une pré-migration vers le futur Tapestry 5.4 avec du Javascript JQuery sans PrototypeJS.